# بلال بن أبي بردة
بلال بن أبي بردة هو بلال بن أبي بردة بن أبي موسى عبد الله بن قيس بن حَضَّار الأشعري اليماني البصري، كان أمير البصرة.